# Elemento positivo
En análisis funcional, un elemento de una C* álgebra es un elemento positivo si su espectro consiste en números reales positivos.  
Si A es un operador lineal acotado  en un espacio de Hilbert {\displaystyle {\mathcal {H}}}, entonces esta noción coincide con la condición que
{\displaystyle \langle Ax,x\rangle }
debe ser positiva para cada vector {\displaystyle x\in {\mathcal {H}}}.
Es fácil demostrar que esto ocurre si todos los valores propios de A son no negativos.
- Datos: Q2627013